# Liga de Noruega de balonmano
La Liga de Noruega de balonmano, también conocida como Eliteserien y Grundigligaen es la primera competición de balonmano masculino de Noruega. Está formada por 14 equipos y fue fundada en 1958.

## Palmarés
| Año  | Campeón             |
| ---- | ------------------- |
| 1966 | Fredensborg SKB     |
| 1967 | Fredensborg SKB     |
| 1968 | Oslo SI             |
| 1969 | Bergen SI           |
| 1970 | Oslo SI             |
| 1971 | Oppsal IF           |
| 1972 | Oppsal IF           |
| 1973 | Oppsal IF           |
| 1974 | Refstad IL          |
| 1975 | Fredensborg SKB     |
| 1976 | Fredensborg SKB     |
| 1977 | Refstad IL          |
| 1978 | Refstad IL          |
| 1979 | Oppsal IF           |
| 1980 | Oppsal IF           |
| 1981 | Fredensborg/Ski IL  |
| 1982 | Fredensborg/Ski IL  |
| 1983 | Oppsal IF           |
| 1984 | Kristiansand IF     |
| 1985 | Fredensborg/Ski IL  |
| 1986 | Urædd IF            |
| 1987 | Urædd IF            |
| 1988 | Stavanger IF        |
| 1989 | Urædd IF            |
| 1990 | Stavanger IF        |
| 1991 | Runar IL            |
| 1992 | Stavanger IF        |
| 1993 | Runar IL            |
| 1994 | Runar IL            |
| 1995 | Elverum Håndball    |
| 1996 | Drammen HK          |
| 1997 | Runar IL            |
| 1998 | Viking HK Stavanger |
| 1999 | Sandefjord TIF      |
| 2000 | Runar IL            |
| 2001 | Sandefjord TIF      |
| 2002 | Sandefjord TIF      |
| 2003 | Sandefjord TIF      |
| 2004 | Sandefjord TIF      |
| 2005 | Haslum HK           |
| 2006 | Sandefjord TIF      |
| 2007 | Drammen HK          |
| 2008 | Elverum Håndball    |
| 2009 | Haslum HK           |
| 2010 | Fyllingen IL        |
| 2011 | Haslum HK           |
| 2012 | Elverum Håndball    |
| 2013 | Elverum Håndball    |
| 2014 | Elverum Håndball    |
| 2015 | Elverum Håndball    |
| 2016 | Elverum Håndball    |
| 2017 | Elverum Håndball    |
| 2018 | Elverum Håndball    |
| 2019 | Elverum Håndball    |
| 2020 | Elverum Håndball    |
| 2021 | Elverum Håndball    |
| 2022 | Elverum Håndball    |
| 2023 | Kolstad Håndball    |
| 2024 | Kolstad Håndball    |

- Desde que se disputan los playoffs, el campeón de la competición se decide en ellos.

## Palmarés por equipo
| Club                | Campeón |
| ------------------- | ------- |
| Elverum Håndball    | 13      |
| Sandefjord TIF      | 6       |
| Oppsal IF           | 6       |
| IL Runar Sandefjord | 5       |
| Fredensborg IL      | 5       |
| Haslum HK Bekkestua | 3       |
| IF Urædd Porsgrunn  | 3       |
| Refstad IL Oslo     | 3       |
| Stavanger IF        | 3       |
| Kolstad Håndball    | 2       |
| Drammen HK          | 2       |
| SV Arild            | 2       |
| Fredensborg/Ski IL  | 2       |
| Oslo-Studentenes IL | 2       |
| Bergen SI           | 1       |
| Fyllingen Håndball  | 1       |
| Kristiansands IF    | 1       |
| Viking HK Stavanger | 1       |